# Music for the Masses
Music for the Masses és el setè àlbum (el sisè de material nou) de Depeche Mode. Va ser publicat el mes de setembre de 1987.

## Informació
El títol del disc (basat en una idea de Martin Gore) fa referència, de manera irònica, als repetits intents del grup per aconseguir un èxit estable i "massiu" als Estats Units. La maduresa en la composició de Gore i els arranjaments d'Alan Wilder donaren com a resultat temes que han esdevingut veritables clàssics, com "Never Let Me Down Again" (tema imprescindible als seus concerts), "Behind the Wheel" o "Strangelove", que els obriren finalment les portes del mercat nord-americà. De fet, esdevingué el seu disc més ben situat a la llista d'àlbums dels Estats Units amb el número 35 com a millor posició. Contràriament, els senzills van passar més desapercebuts tot i entrar en el Top 100. Al seu país, el resultat fou força semblant però no va superar l'èxit aconseguit amb anterior treballs. El primer senzill ("Strangelove") va arribar fins a la 16a posició de la llista britànica de senzills, convertint-se així en la segona cançó en arribar més amunt. A la resta d'Europa també va ser el disc més ben posicionat i els senzills també van superar els resultats del Regne Unit.
El disc fou co-produït per Depeche Mode i David Bascombe; així doncs, Music for the Masses és el primer àlbum del grup on Daniel Miller no intervingué directament en la producció, sinó que es limità a aconsellar i a fer aportacions addicionals. El resultat va ser un disc més accessible i menys àrid que Black Celebration. Juntament amb els samplers i sintetitzadors que venien utilitzant des de sempre, el grup començà a fer ús de les guitarres, anticipant el so de futurs àlbums com Violator o Songs of Faith and Devotion.
Per presentar mundialment el disc, Depeche Mode iniciaren una gira mundial anomenada For the Masses, la més reeixida que el grup havia realitzat fins aquell moment. Aquesta gira va tenir el seu punt culminant al concert de la ciutat estatunidenca de Pasadena amb més de 60.000 espectadors, enregistrat i publicat posteriorment amb el nom de 101.
Com tots els altres àlbums, Music for the Masses fou remasteritzat (concretament, l'any 2006), amb les cares B dels senzills, material extra i un documental que mostra les evolucions del grup durant aquest període. El DVD de l'àlbum estava disponible en tres formats de so diferents (PCM Stereo, 5.1 Surround Sound i DTS 5.1). El documental, de 37 minuts, és un curtmetratge titulat Depeche Mode: 1987-88 (Sometimes You Do Need Some New Jokes) que realitza una mirada estesa a l'àlbum, amb comentaris de diverses persones, fins i tot de l'antic membre Alan Wilder, i els productors Dave Bascombe, Daniel Miller, Daryl Bamonte, Martyn Atkins i Anton Corbijn. El rellançament es va produir el 3 d'abril de 2006 a Europa mentre la versió estatunidenca es va ajornar fins al 2 de juny. Posteriorment, també es va publicar internacionalment una versió remasteritzada "deluxe" en vinil el 5 de maig de 2007. L'àlbum fou inclòs en la llista 1001 Albums You Must Hear Before You Die.

## Llista de cançons

### LP Stumm 47
Cara A
| Núm. | Títol                     | Durada |
| ---- | ------------------------- | ------ |
| 1.   | «Never Let Me Down Again» | 4:47   |
| 2.   | «The Things You Said»     | 3:56   |
| 3.   | «Strangelove»             | 4:55   |
| 4.   | «Sacred»                  | 4:47   |
| 5.   | «Little 15»               | 4:15   |

Cara B
| Núm. | Títol                 | Durada |
| ---- | --------------------- | ------ |
| 6.   | «Behind the Wheel»    | 5:17   |
| 7.   | «I Want You Now»      | 3:35   |
| 8.   | «To Have and to Hold» | 2:56   |
| 9.   | «Nothing»             | 4:20   |
| 10.  | «Pimpf»               | 4:53   |

### CD Stumm 47
| Núm.          | Títol                                     | Durada |
| ------------- | ----------------------------------------- | ------ |
| 1.            | «Never Let Me Down Again»                 | 4:47   |
| 2.            | «The Things You Said»                     | 3:56   |
| 3.            | «Strangelove»                             | 4:55   |
| 4.            | «Sacred»                                  | 4:47   |
| 5.            | «Little 15»                               | 4:15   |
| 6.            | «Behind the Wheel»                        | 5:17   |
| 7.            | «I Want You Now»                          | 3:35   |
| 8.            | «To Have and to Hold»                     | 2:56   |
| 9.            | «Nothing»                                 | 4:20   |
| 10.           | «Pimpf»                                   | 4:53   |
| 11.           | «Agent Orange»                            | 5:05   |
| 12.           | «Never Let Me Down Again (Aggro Mix)»     | 4:57   |
| 13.           | «To Have and to Hold (Spanish Taster)»    | 2:36   |
| 14.           | «Pleasure, Little Treasure (Glitter Mix)» | 5:38   |
| Durada total: | Durada total:                             | 43:34  |

- La versió de "Pleasure, Little Treasure" que apareix al CD és el Glitter Mix, encara que no s'especifiqui.
- "To Have and to Hold (Spanish Taster)" és la concepció original de Martin Gore del tema "To Have and to Hold". Encara que al final no aparegués a la versió definitiva de l'àlbum, Martin insistí perquè la seva versió fos enregistrada també.

### Reedició 2006 (Mute: DM CD 6 (CD/SACD + DVD) / CDX STUMM 47 (CD/SACD))
- El disc 1 és un híbrid SACD/CD, mentre el disc 2 és un DVD que inclou Music for the Masses en format DTS 5.1, Dolby Digital 5.1 i PCM Stereo, amb material extra.

| Núm. | Títol                     | Durada |
| ---- | ------------------------- | ------ |
| 1.   | «Never Let Me Down Again» | 4:47   |
| 2.   | «The Things You Said»     | 3:56   |
| 3.   | «Strangelove»             | 4:55   |
| 4.   | «Sacred»                  | 4:47   |
| 5.   | «Little 15»               | 4:15   |
| 6.   | «Behind the Wheel»        | 5:17   |
| 7.   | «I Want You Now»          | 3:35   |
| 8.   | «To Have and to Hold»     | 2:56   |
| 9.   | «Nothing»                 | 4:20   |
| 10.  | «Pimpf»                   | 4:53   |

| 1. | «Agent Orange»                               | 5:05 |
| 2. | «Pleasure, Little Treasure»                  | 2:53 |
| 3. | «Route 66»                                   | 4:11 |
| 4. | «Stjarna»                                    | 4:25 |
| 5. | «Sonata No.14 en C#m (Sonata Clar de Lluna)» | 5:36 |

| 1. | «Agent Orange»                            | 5:31 |
| 2. | «Never Let Me Down Again (Aggro Mix)»     | 4:58 |
| 3. | «To Have And to Hold (Spanish Taster)»    | 2:36 |
| 4. | «Pleasure, Little Treasure (Glitter Mix)» | 5:38 |

| 1. | «Depeche Mode 87-88 (Sometimes You Do Need Some New Jokes)» (vídeo) | 37:00 |

## Posicions en llistes
| Llista (1987)    | Posició | Certificació |
| ---------------- | ------- | ------------ |
| Alemanya         | 2       | Or           |
| Espanya          | 1       |              |
| França           | 7       | Platí        |
| Itàlia           | 7       |              |
| Països Baixos    | 37      |              |
| UK Albums Chart  | 10      | Plata        |
| US Billboard 200 | 35      | Platí        |

## Dades
- Depeche Mode: David Gahan, Martin Gore, Andrew Fletcher, Alan Wilder.
- Temes escrits per Martin Gore, excepte "Route 66" (escrit per Robert W. Troup Jr.) i "Sonata No.14 en C#m (Sonata Clar de Lluna)", compost per Ludwig van Beethoven.
- Temes cantats per David Gahan, excepte "The Things You Said" i "I Want You Now" (cantats per Martin Gore) i "Pimpf", "Agent Orange", "Stjarna" i "Sonata No.14 en C#m (Sonata Clar de Lluna)", que són instrumentals.
- Enregistrat als estudis Guillaume Tell (París) i Konk (Londres).
- Mesclat als estudis Puk (Dinamarca).
- Produït per Depeche Mode i David Bascombe.
- Enginyer de so: David Bascombe.
- Producció addicional i ajuda: Daniel Miller.
- Disseny i fotografies: Martyn Atkins, David Jones i Mark Higenbottam (T&CP Associates).

## Informació addicional
- "Never Let Me Down Again" utilitza la part de bateria del tema "When the Levee Breaks", de Led Zeppelin.[4] En directe, Depeche Mode solen tocar la part del baix de l'Aggro Mix d'aquesta cançó.
- Al principi de "To Have And to Hold" se sent un sample d'un locutor radiofònic dient, en rus, "V dokladah rassmatrivayetsya evolyutsiya yadernyh arsenalov i sotsial'no-psihologicheskiye problemy gonki vooruzheniy" ("Els informes tracten sobre l'evolució dels arsenals nuclears i els problemes sociopsicològics de la cursa de les armes").
- En suec, "Stjarna" (escrit correctament Stjärna, a vegades s'ha arribat a escriure St. Jarna; es pronuncia aproximadament "xerna") significa "estrella".
- Cap al final del "Pimpf", després d'un silenci d'uns 30 segons, ve un tema ocult, anomenat "Interlude #1: Mission Impossible". La seva melodia recorda al tema "Strangelove".
- La cançó "I Want You Know" té una base de sons que recorden al soroll que fa algú en respirar. En realitat es tracta d'un acordió tocat sense pressionar cap nota.